# Sansanding
Sansanding is een gemeente (commune) in de regio Ségou in Mali. De gemeente telt 23.400 inwoners (2009).
De gemeente bestaat uit de volgende plaatsen:
- Bazanikelen
- Diado
- Diassa
- Donina
- Gomabougou
- Gomakoro
- Komola
- Madina
- N'Tiguitiona
- Niandougou
- Sansanding
- Soualibougou
- Soungo
- Tossouma
- Wélentiguila Bamana
- Wélentiguila Bozo
- Zanfina